# Sigemund Klose

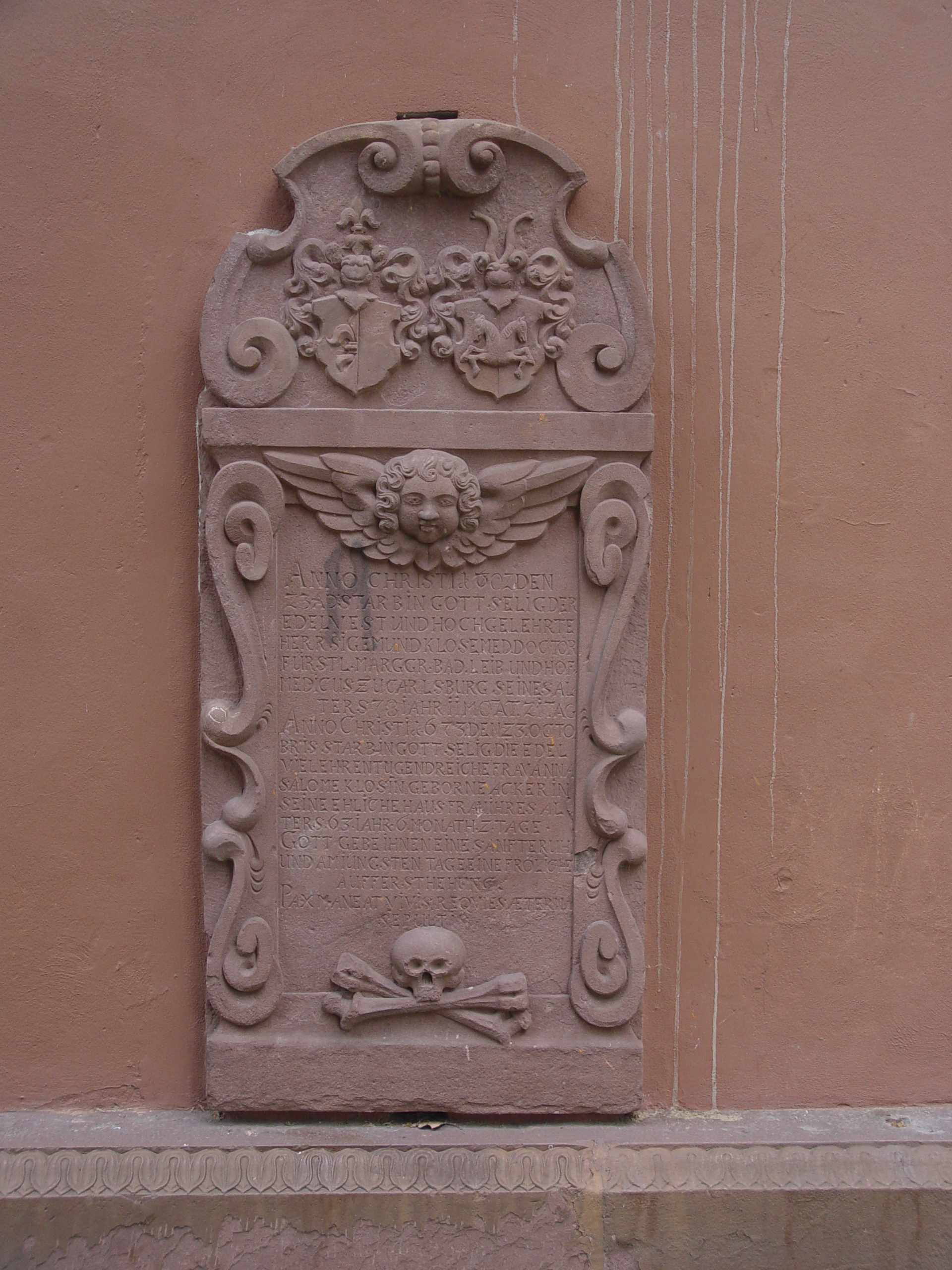
Grabplatte von Sigemund Klose an der Nikolauskapelle auf dem alten Friedhof

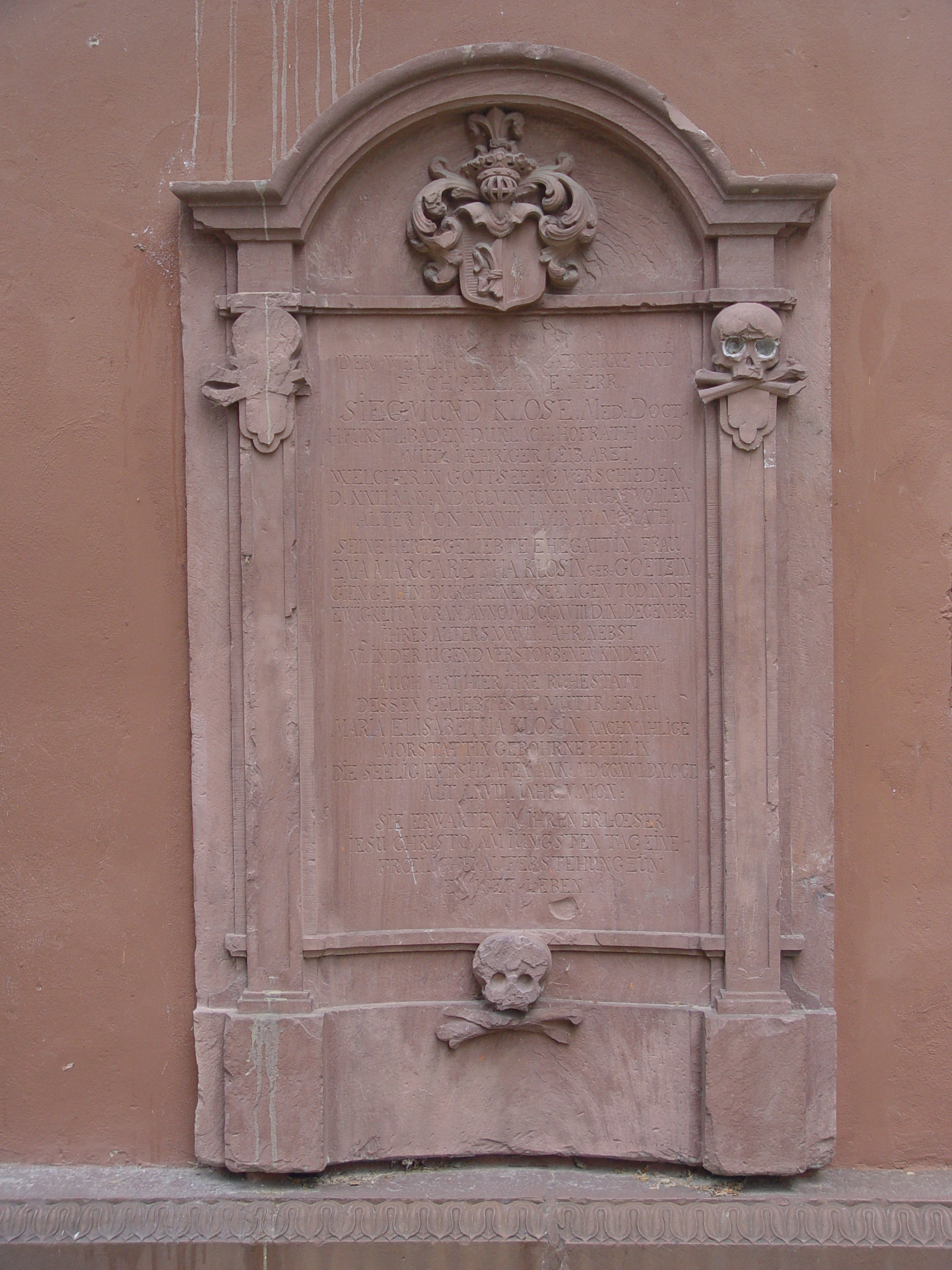
Grabplatte von Sigmund Klose, Sohn von Sigismund Klose

Sigemund Klose (* 1623 in Breslau; † 1702 in Durlach), auch Sigmund Close d. Ä. genannt, war ein angesehener Mediziner und markgräflich-badischer Leib- und Hofmedicus.

## Leben und Wirken
Sigemund Klose wurde 1651 „Physikus“ in Durlach. Er diente in dieser Funktion als persönlicher Leibarzt dreier Markgrafen des Hauses Baden-Durlach. Es handelte sich dabei um die Markgrafen Friedrich V., Friedrich VI. und Friedrich VII. Magnus. Sigemund Klose wirkte zudem von 1666 bis 1674 am Gymnasium zu Durlach als Professor der Naturlehre. Auf Grund seiner herausgehobenen Stellung als Leibarzt und Professor waren die Familie Klose angesehene Bürger der Stadt Durlach.
Auch sein Sohn Sigmund Klose d. J. (1676–1755) wurde Mediziner und diente ebenso wie sein Vater als Leibarzt am Hof der Markgrafen. Die Familie Klose lebte in Durlach. Das ehemalige Wohn- und Amtshaus der Familie aus dem Jahre 1706 ist bis heute erhalten geblieben und steht heute unter Denkmalschutz.
Sigemund Kloses mit Wappen geschmückter Grabstein befindet sich in Durlach auf dem alten Friedhof.